# Christian Vande Velde

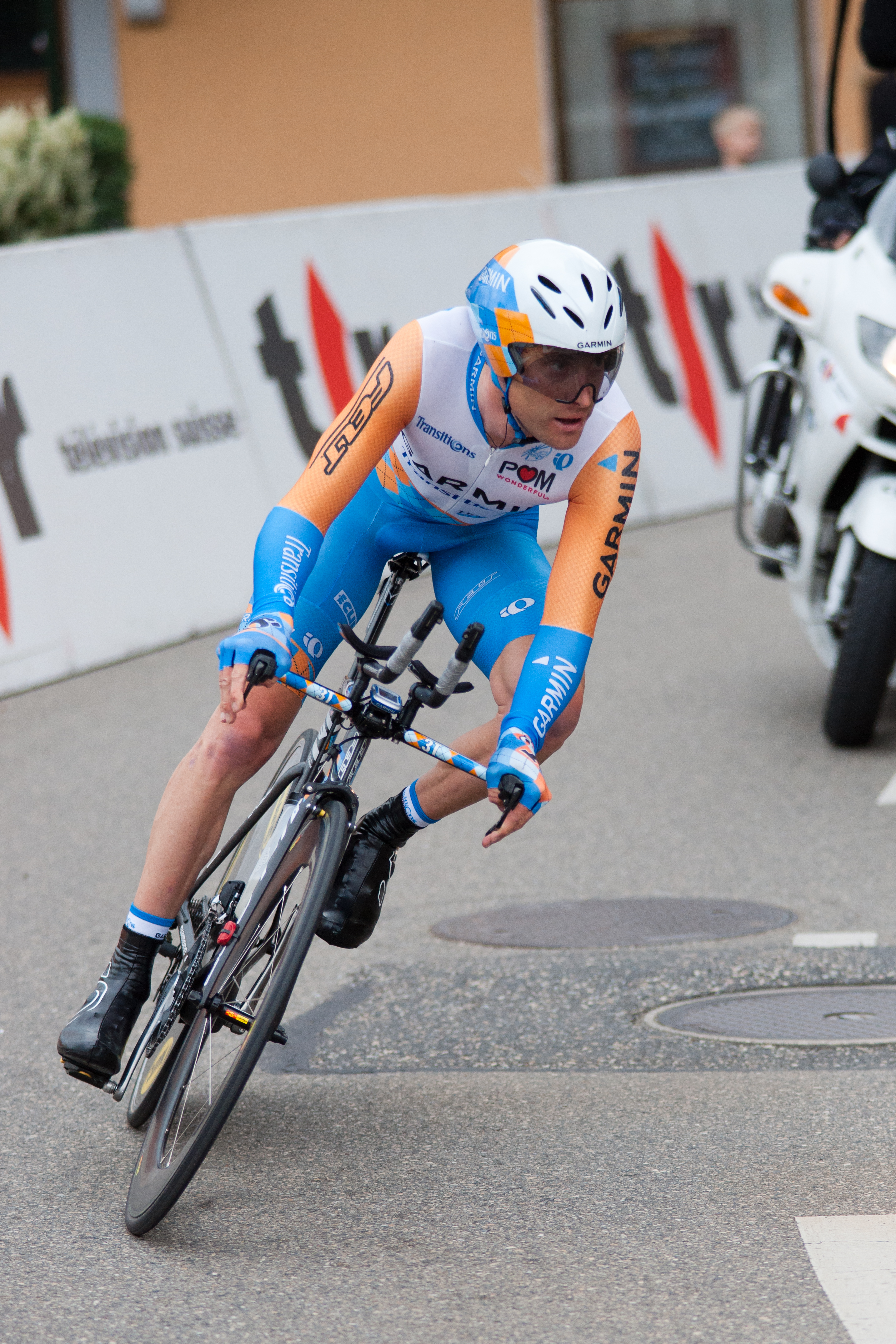
Christian Vande Velde under 2010 års Romandiet runt.

Christian Vande Velde född 26 maj 1976 i Lemont, Illinois, är en amerikansk professionell tävlingscyklist. Han överraskade stort i Tour de France 2008 med en fjärdeplats i sammandraget. Vande Velde cyklar sedan 2008 för det amerikanska stallet Garmin-Sharp.

## Karriär
Christian Vande Velde blev professionell med det amerikanska stallet US Postal Service inför säsongen 1998. Han hjälpte Lance Armstrong att vinna Tour de France 1999 och 2001. Under Tour de France 1999 bar Vande Velde den vita ungdomströjan under sex etapper. Han avslutade inte Tour de France 2001.
Vande Velde gick vidare till Liberty Seguros inför säsongen 2004, innan han fortsatte till Team CSC inför säsongen 2005. Han var en domestique, en så kallad hjälpryttare, som hjälpte sina lagkaptener att vinna tävlingar. På Eneco Tour of Benelux 2005 befann sig Vande Velde i en utbrytning, men då klungan körde fel väg var utbrytargruppen tvungna att vänta på klungan och sedan fortsätta. Det blev ingen seger för amerikanen, men trots det vann han bergstävlingen i Eneco Tour of Benelux det året.
På Tour de France 2006 var Vande Velde hjälpryttare åt Carlos Sastre och Fränk Schleck. Vande Velde var den bästa klättraren i laget förutom Sastre och Schleck, som han hjälpte i de höga bergen. På Col de La Croix de Fer ledde han gruppen med favoriterna. Senare under etappen attackerade lagkamraterna Sastre och Schleck för att sätta tävlingens ledare Floyd Landis under press. På etapp 17 till Morzine låg Vande Velde längst fram i klungan hela dagen tillsammans med lagkamraten Jens Voigt, men även Matthias Kessler och Sergej Gontjar från T-Mobile Team hjälpte till med dragjobbet.
Vande Velde lämnade Team CSC inför säsongen 2008 och blev i stället kontrakterad av det amerikanska stallet Slipstream-Chipotle. Laget vann lagtempoloppet i Giro d'Italia 2008 och Vande Velde blev den första amerikanen att bära den rosa ledartröjan sedan 
Andy Hampsten under säsongen 1988. Under Tour de France 2008 slutade Vande Velde på fjärde plats i sammandraget, 3 minuter och 5 sekunder bakom segraren och tidigare lagkamraten Carlos Sastre. Han slutade senare under året på 17:e plats i linjeloppet på de Olympiska sommarspelen 2008.
2009 vann Vande Velde etapp 4 av Paris-Nice framför Jonathan Hivert och Mirco Lorenzetto. På etapp 4 av Baskien runt slutade amerikanen på tredje plats bakom Michael Albasini och Jurgen Van Den Broeck. Han slutade också på tredje plats på Baskien runts bergstävling bakom Rein Taaramäe och Aitor Hernandez. På Tour de France 2009 slutade amerikanen på åttonde plats, trots att han hade haft liten tid att rehabilitera sig efter en krasch på Giro d'Italia som lämnade honom med höftproblem.

## Privatliv
Christian Vande Veldes far, John Vande Velde, tävlade också i cykling. Han vann nationsmästerskapens individuella förföljelselopp för amatörer tre gånger under sin karriär.

## Stall
- US Postal Servive 1998–2003
- Liberty Seguros 2004
- Team CSC 2005–2007
- Slipstream-Chipotle 2008